# Grote Raad van Fribourg

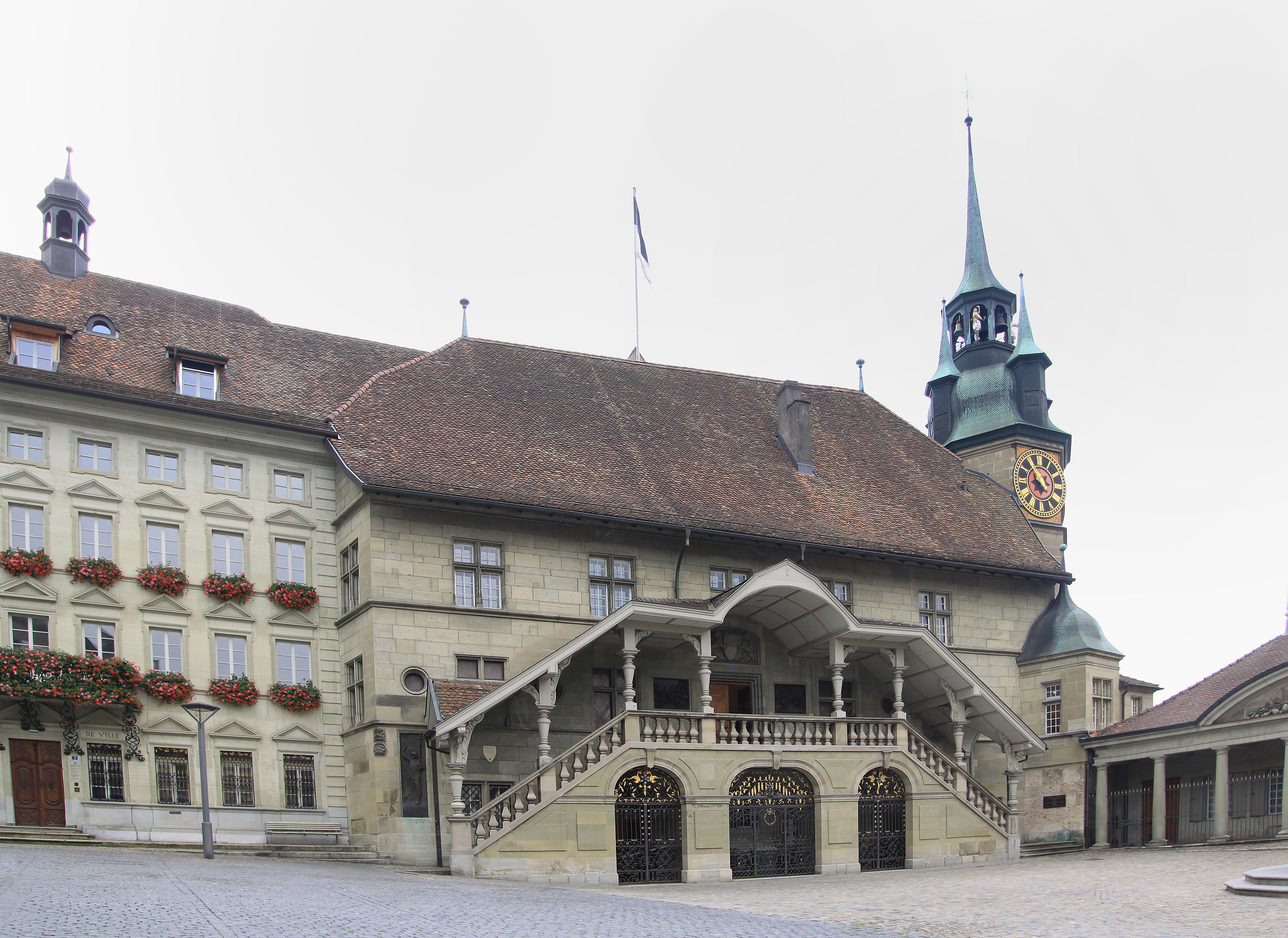
De vergaderplaats van de Grote Raad

De Grote Raad van Fribourg (Duits: Grosse Rat, Frans: Grand Conseil) is het kantonsparlement van het kanton Fribourg. De Grote Raad heeft wetgevende bevoegdheden en bestaat uit 130 leden die via algemeen kiesrecht een periode van vijf jaar worden gekozen. De laatste verkiezingen vonden op 13 november 2011 gehouden.

## Geschiedenis
Na de invoering van het vrouwenstemrecht was Liselotte Spreng een van de eerste vrouwelijke parlementsleden. Zij zetelde van 1971 tot 1976. In 1986 was Elisabeth Déglise de eerste vrouwelijke voorzitter van de Grote Raad van Fribourg.

## Samenstelling
| Partij                   | Zetels 1996 | % 1996 | Zetels 2001 | % 2001 | Zetels 2006 | Zetels 2011 |
| ------------------------ | ----------- | ------ | ----------- | ------ | ----------- | ----------- |
| CVP/PDC                  | 45          | 33,7%  | 45          | 33,5%  | 37          | 31          |
| SP/PS                    | 32          | 23,2%  | 26          | 19,6%  | 25          | 29          |
| SVP/UDC                  | 8           | 8,4%   | 16          | 11,8%  | 18          | 21          |
| FDP/PRD                  | 25          | 20,5%  | 26          | 25,7%  | 19          | 17          |
| CSP/PCS                  | 10          | 6,7%   | 10          | 7,4%   | 4           | 4           |
| Mouvement Ouverture PSD  | 5           | 3,2%   | 5           | 3,7%   | 3           | 0           |
| GPS/Les Verts            | 2           | 1,3%   | 1           | 0,8%   | 3           | 3           |
| Evangelische Volkspartij | -           | -      | -           | -      | 1           | 1           |
| Freie Liste Sense        | 2           | 0,9%   | 1           | 0,6%   | 0           | 0*          |
| Totaal                   | 130         | 100%   | 130         | 100%   | 110         | 110         |

- De Freie Liste en de EVP deden in 2011 samen mee aan de verkiezingen.

## Voetnoten
1. ↑  Voluit Mouvement Ouverture Parti Social-Démocrate.